# Black Sabbath (film)
Black Sabbath (Italiaans: Il Tre Volti Della Paura) is een Italiaanse horror anthologiefilm dat geregisseerd werd door Mario Bava. De film bestaat uit 3 verschillende verhalen die werden verteld door Boris Karloff. De verhalen zijn vrij gebaseerd op verhalen van Anton Tsjechov, Aleksei Tolstoy en Guy de Maupassant.

## Synopsis

### Il Telefono (De Telefoon)
Rosy is een model dat wordt lastiggevallen door obscene telefoontjes. Op een avond ontvangt ze een telefoontje van een man die beweert in haar appartement te zijn. Angstig vraagt ze haar vriendin Mary om langs te komen. Wanneer Mary aankomt, ontdekt ze dat Rosy's belager dichterbij is dan ze dacht.

### Il Wurdalak (De Wurdulak)
Vladimir is een reiziger die verdwaalt en terechtkomt in een dorp waar een vloek heerst. Er wordt gezegd dat de Wurdalak, een vampierachtige wezen, in het dorp ronddwaalt en mensen vermoordt. Vladimir ontmoet een familie die hun vader, Gorca, zoekt omdat hij nog niet is teruggekeerd van zijn zoektocht naar de Wurdalak. Als hij uiteindelijk terugkeert, is het aan Vladimir om de vloek te verbreken.

### La Goccia d'Acqua (De Druppel Water)
Helen is een verpleegster die de laatste verzorgster van een overleden medium is. Terwijl ze zich klaarmaakt om te gaan slapen, hoort ze een druppel water die blijft vallen. Wanneer ze onderzoekt waar het geluid vandaan komt, ontdekt ze dat de medium haar achtervolgt vanuit de dood.

## Cast

### "Il Telefono" (De Telefoon)
| Acteur          | Personage                          | Nota           |
| --------------- | ---------------------------------- | -------------- |
| Michèle Mercier | Rosy                               |                |
| Lydia Alfonsi   | Mary                               |                |
| Boris Karloff   | verteller                          | Engelse versie |
| Milo Quesada    | Frank Rainer, telefonische stalker | onvermeld      |

### "Il Wurdulak" (De Wurdalak)
| Acteur         | Personage             |
| -------------- | --------------------- |
| Boris Karloff  | Gorca                 |
| Mark Damon     | Graaf Vladimir D'Urfe |
| Susy Andersen  | Sdenka                |
| Massimo Righi  | Pietro                |
| Glauco Onorato | Giorgio               |
| Rika Dialyna   | Maria                 |

### "La Goccia d'Acqua" (De Druppel Water)
| Acteur              | Personage                |
| ------------------- | ------------------------ |
| Jacqueline Pierreux | Helen Chester            |
| Milly Monti         | de verpleegster          |
| Harriet Medin       | conciërge                |
| Gustavo De Nardo    | politie-inspecteur       |
| Alessandro Tedeschi | lijkschouwer (onvermeld) |

## Invloed en nasleep

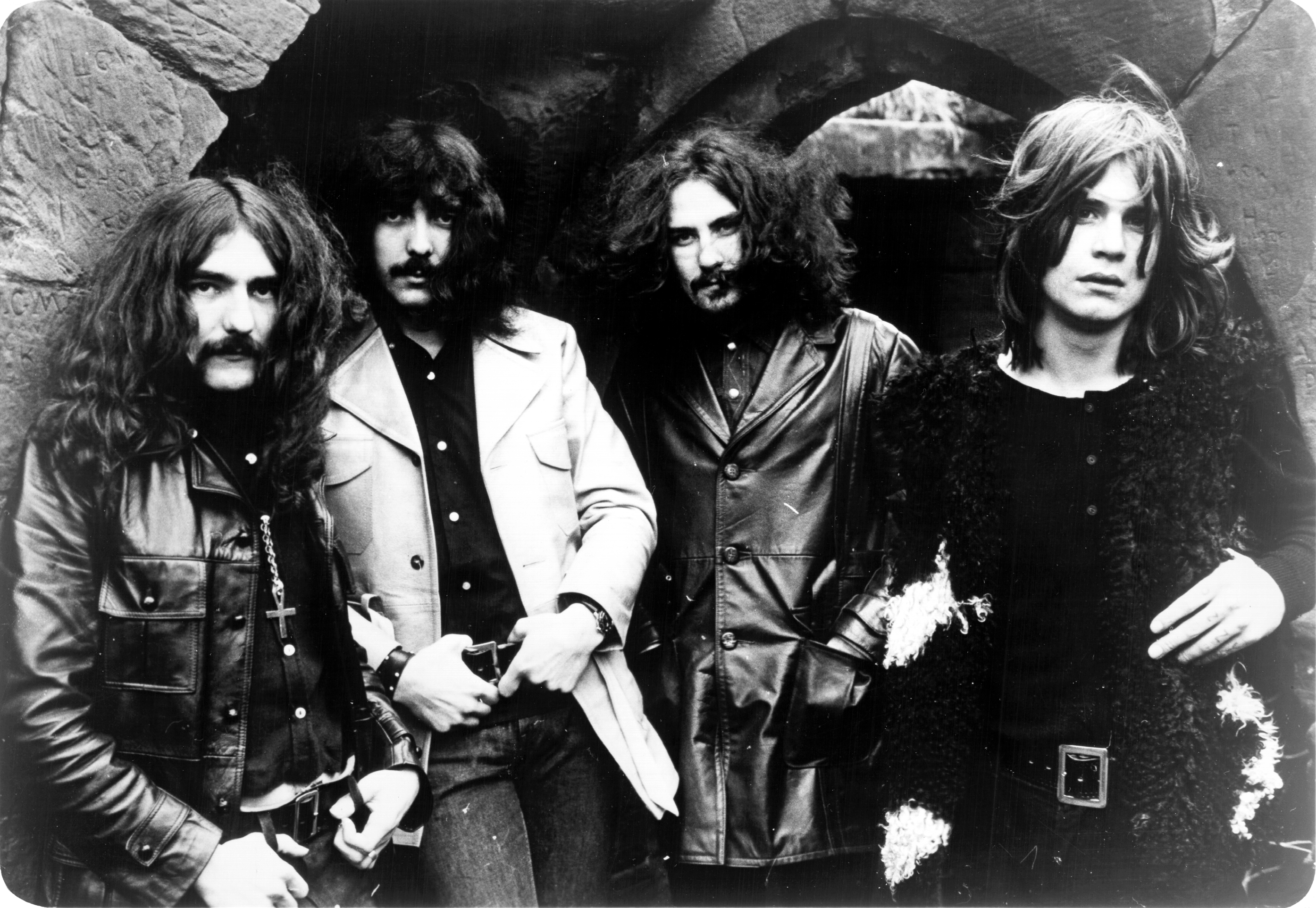
Originele bezetting van de Britse heavy metalband Black Sabbath

Boris Karloff genoot van zijn tijd met Mario Bava tijdens de opnames van Black Sabbath, en prees zijn werk aan Christopher Lee en Vincent Price, die later met Bava respectievelijk zouden werken aan The Whip and the Body en Dr. Goldfoot and the Girl Bombs. Ook waren er plannen om Bava, Karloff en Lee te herenigen om te werken aan een adaptatie van The Dunwich Horror. Later werden deze plannen gewijzigd nadat bleek dat Dr. Goldfoot and the Girl Bombs flopte. De film werd uiteindelijk gemaakt door Daniel Haller, tevens zonder de betrokkenheid van Karloff en Lee.
De Engelse hardrockband Black Sabbath, die toen nog Earth heette, eigende zich de Engelse naam van de film toe, nadat ze hun bandnaam moesten veranderen. De film speelde namelijk in een lokale cinema tijdens de opnames van hun debuutalbum, en de bandleden waren verbaasd dat mensen geld betaalde om bang te zijn.
Roger Avary en Quentin Tarantino werden geïnspireerd door Black Sabbath's verhaalstructuur voor het originele script van Pulp Fiction. De cult klassieker zou ook bestaan uit 3 korte films, geregisseerd door Avary Tarantino en een andere onbekende regisseur. Tarantino beschreef dit idee als "wat ik zou doen met crimi films, wat Mario Bava deed met horror in Black Sabbath.